# St Germans
St Germans (Lannaled in lingua cornica) è un villaggio e parrocchia civile dell'Inghilterra, appartenente alla contea della Cornovaglia.

## Storia
St Germans fu originariamente la sede della diocesi di Cornovaglia prima che la sede fosse unita a quella di Credition nel 1042. Oggi l'assistente del vescovo di Truro è noto come vescovo di St Germans, in riconoscimento del passato, sebbene esso non abbia specifica relazione con il villaggio. Il primo di questi vescovi fu insediato nel 1905. Sotto il nome latino di Sanctus Germanus la sede è compresa nell'elenco delle sedi titolari della Chiesa cattolica. La forma aggettivale del nome della sede è Cornubiensis, significando "della Cornovaglia".

## Infrastrutture e trasporti

### Ferrovie
A St Germans c'è una stazione ferroviaria, attiva dal 1859.